# كورينا آدم
كورينا آدم (بالإنجليزية: Corinna Adam)‏ هي صحفية بريطانية، ولدت في 31 يناير 1937 في هامبستاد في المملكة المتحدة، وتوفيت في 8 مارس 2012 في Kentish Town ‏ في المملكة المتحدة بسبب حريق.